# Зограф-Плаксина, Валентина Юрьевна
Валенти́на Ю́рьевна (Георги́евна) Зо́граф-Пла́ксина (1866—1930) — русская и советская пианистка, педагог, общественный деятель. Сестра зоолога, профессора Московского университета Николая Юрьевича Зографа и пианистки Александры Юрьевны Зограф-Дуловой. Ещё одна её сестра, Елизавета Юрьевна, служила преподавательницей в частной гимназии Ю. П. Бесс. Внучатой племянницей Зограф-Плаксиной была арфистка Вера Дулова, начинавшая под её руководством свои занятия музыкой. 

## Биография
Родилась 7 (19) ноября 1866 года в семье Юрия (Георгия) Христофоровича Зографа (1818—1871).

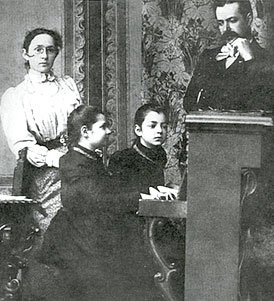
В. Ю.Зограф-Плаксина с мужем, преподавателем класса скрипки А. Л. Плаксиным, и дочерьми Валентиной и Евдокией

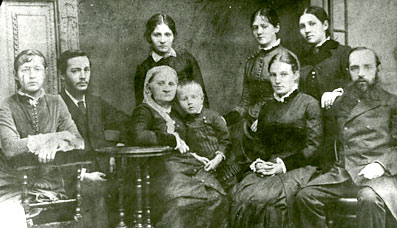
Семья пианистки В. Ю. Зограф-Плаксиной

В 1891 году окончила педагогическое отделение Московской консерватории — училась у Аренского и Танеева (теория) и Сафонова (фортепиано). 
Будучи прекрасной пианисткой, она не смогла из-за тяжелого нервного заболевания продолжить исполнительскую деятельность и перешла целиком на педагогическую работу. В год окончания консерватории вместе с мужем Александром Леонтьевичем Плаксиным (1864—1922) — скрипачом, артистом оркестра Большого театра — основала первое в Москве общедоступное музыкальное училище (ныне Академический музыкальный колледж при Московской консерватории), в котором была директором. Кроме того Зограф-Плаксина вела класс фортепиано, среди её первых учениц была юная Марина Цветаева. 
По инициативе В. Ю. Зограф-Плаксиной преподавать в училище приглашались выпускники Московской консерватории и музыканты оркестра Большого театра: певец [[Тютюнник, Василий Саввич|В. С. Тютюнник]], виолончелист П. А. Данильченко, контрабасист П. А. Нацкий.
С 1921 по 1924 год В. Ю. Зограф-Плаксина — профессор Московской консерватории.
Умерла в 1930 году в Москве. Похоронена на Ваганьковское кладбище (уч. 23). 